# Sebastião Martins dos Reis
Sebastião Martins dos Reis (Vergão Fundeiro, Proença-a-Nova, 17 de Fevereiro de 1913 - 27 de Outubro de 1984) foi um cónego e investigador religioso português.

## Biografia
Nasceu em 17 de Fevereiro de 1913, na povoação de Vergão Fundeiro, em Proença-a-Nova. Teve uma educação religiosa, tendo frequentado uma escola apostólica na cidade de Cáceres, em Espanha, um convento da Companhia de Jesus em Guimarães, e o Seminário Maior de Évora. Nesta última instituição, terminou o segundo ano de filosofia, que tinha iniciado em Guimarães, e quatro anos em teologia. Foi depois para Roma, onde ingressou no Colégio Português e na Pontifícia Universidade Gregoriana, onde concluiu uma licenciatura em teologia, e em seguida no Pontifício Instituto Bíblico. Voltou depois a Évora, onde exerceu como professor no Liceu e no Seminário, assistente de Acção Católica, capelão no Tribunal Eclesiástico, e cónego capitular na Sé Catedral. Foi ordenado como presbítero em 1941.
Teve uma carreira de relevo como investigador religioso, tendo publicado 23 obras, incluindo traduções e originais. Grande parte da sua obra foi dedicada a Nossa Senhora de Fátima, principalmente o Santuário de Fátima e as aparições na Cova da Iria, tendo sido considerado como um dos protagonistas de Fátima pelo jornal Voz de Fátima. Num artigo escrito em 1999 para o jornal Público, o jornalista António Marujo destacou a obra Síntese Crítica de Fátima, publicada em 1967 por Martins dos Reis, devido à sua interpretação da mensagem das aparições. Segundo o cónego, estas provaram «a intervenção e mediação universal da Mãe de Deus», garantindo que as orações estavam a ser ouvidas, e que «não são fantasias o Céu, o Purgatório e o Inferno», além de demonstrarem a «trágica realidade do pecado». Classificou igualmente a oração e o sacrifício como de valor «tão indispensável como decisivo», e garantiu que tanto as pessoas como as populações tinha «o seu anjo da guarda a velar por elas». Salientou também a importância da reza do rosário e a devoção ao Imaculado Coração de Maria, e o pedido da conversão dos pecadores, e afirmou que «Deus e sua Mãe dominam e conduzem o devir da história, podendo e querendo interferir na vida e no destino do homem e da sociedade», uma vez que «a Eles pertence a última palavra do triunfo».
Morreu no dia 27 de Outubro de 1984.

## Obras publicadas
- Fátima - As suas provas e os seus problemas (1953)
- Cancioneiro de Fátima (1957)
- Hinário de Fátima (1957)
- Na órbita de Fátima - Rectificações e achegas (1958)
- Na órbita de Fátima - Reacções e contrastes (1984)
- As pombas da Virgem de Fátima: História e significado (com Adriano Chorão Lavajo, 1963)
- O Milagre do Sol e o segredo de Fátima - Inconsequências e especulações (1966)
- A vidente de Fátima dialoga e responde pelas aparições (1970)
- Síntese crítica de Fátima - Incidências e repercussões (1967)
- Uma vida ao serviço de Fátima
- Deus e o Diabo na Quinta do Inferno 81974)
- As Catedrais Portuguesas e a Dedicação a Santa Maria